# Ляховцы (Брестская область)
Ляховцы (бел. Ляхаўцы) — агрогородок в Малоритском районе Брестской области Беларуси. В составе Мокранского сельсовета. Население — 657 человек (2019).

## География
Ляховцы находятся в 8 км к востоку от города Малорита. В 6 км к востоку проходит граница с Украиной. Местность принадлежит к бассейну Западного Буга, вокруг агрогородка расположена сеть мелиоративных каналов со стоком в протекающую неподалёку реку Рыта. Через село проходит местная автодорога Малорита — Мокраны.

## История

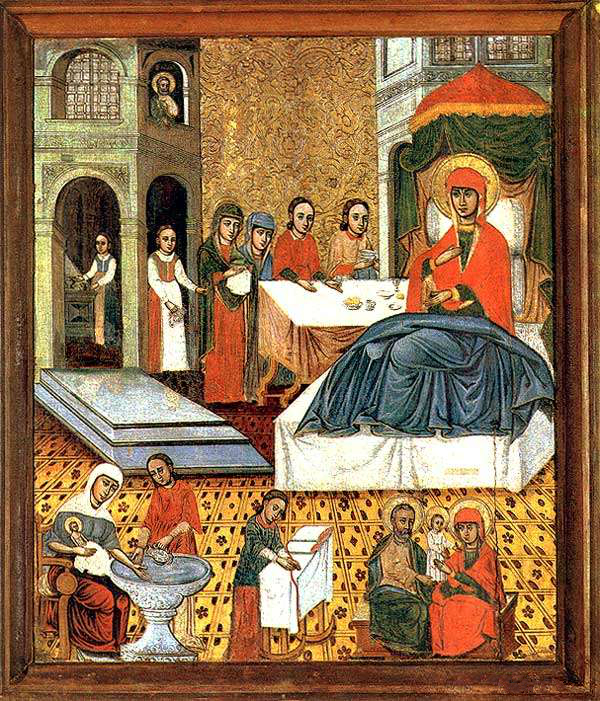
Рождество Богородицы. Малоритский мастер, около 1650 года

Первое упоминание о Ляховцах относится к 1546 году. Исторически поселение расположено на перекрёстке двух старинных путей: один из них шёл от Бреста в верховье Припяти, второй проходил вдоль Припяти чуть севернее от её заболоченной поймы. В 1566 году здесь насчитывалось 23 земельных участков и 53 семьи. Со времени территориально-административной реформы середины XVI века в Великом княжестве Литовском Ляховцы входили в состав Берестейского повета Берестейского воеводства. В 1575 году здесь была основана церковь.
Около 1650 года неизвестный иконописец, представитель западнополесской иконописной школы, который вошёл в историю как «малоритский мастер» создал для церкви в Ляховцах икону Рождества Богородицы, которая  представляет собой самое раннее из известных в Белоруссии изображений Рождества Богоматери. Икона сейчас находится в Национальном Художественном музее. В 2020 году для храма Рождества Пресвятой Богородицы был написан список иконы.
Поселение упомянуто в королевской ревизии 1668 года. В конце XVII века принадлежало Плющевским, в 1755 году король Август III даровал права на имение Лобачевским. В 1713 году построена новая деревянная церковь Рождества Богородицы
После третьего раздела Речи Посполитой (1795) в составе Российской империи, поселение входило в состав Брестского уезда.
В середине XIX века была перестроена церковь Рождества Богородицы и построена часовня св. Николая на кладбище. В 1886 году Ляховцы насчитывали 66 дворов, 776 жителей, действовали две православные церкви и народное училище. В 1905 г. в селе Ляховцы насчитывалось 1 233 жителей.
Согласно Рижскому мирному договору (1921) деревня вошла в состав межвоенной Польши, в 1921 году здесь было 232 дворов и 1155 жителей. С 1939 года Ляховцы в составе БССР.

## Инфраструктура
Средняя школа, детский сад, библиотека, отделение связи, магазины.

## Культура
- Дом культуры
- Музей ГУО "Ляховецкая средняя школа"

## Достопримечательности
- Православная церковь Рождества Богородицы —  Историко-культурная ценность Республики Беларусь, шифр 112Г000510. Построена из дерева в 1713 году как униатская, в середине XIX века была перестроена и передана православным. В тот же период возведена отдельно стоящая деревянная колокольня. Памятник народного зодчества[4].
- Православная часовня св. Николая (1835). Выполняет роль кладбищенской часовни, построена в середине XIX века[3].
- Братская могила советских воинов и партизан. В 1956 году поставлен памятник — скульптура солдата[4].

Церковь Рождества Богородицы, братская могила включены в Государственный список историко-культурных ценностей Республики Беларусь.

## Галерея

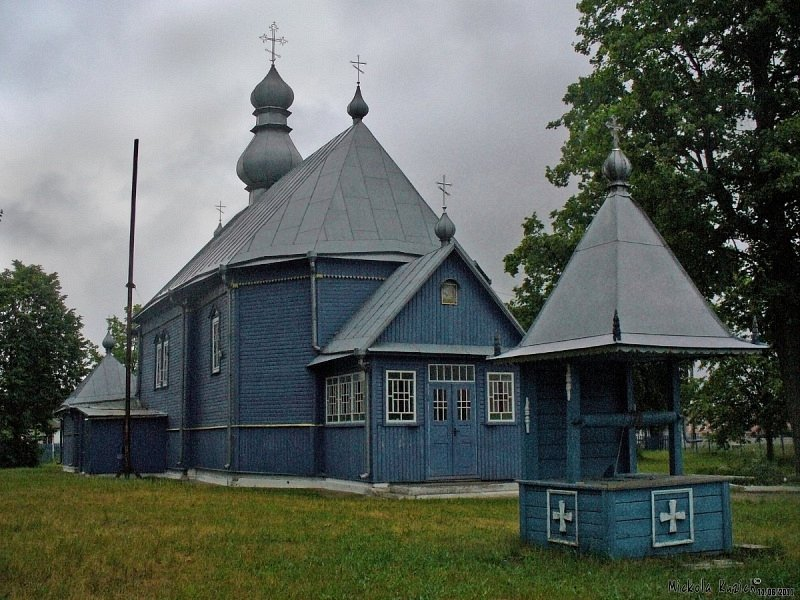
Церковь Рождества Богородицы
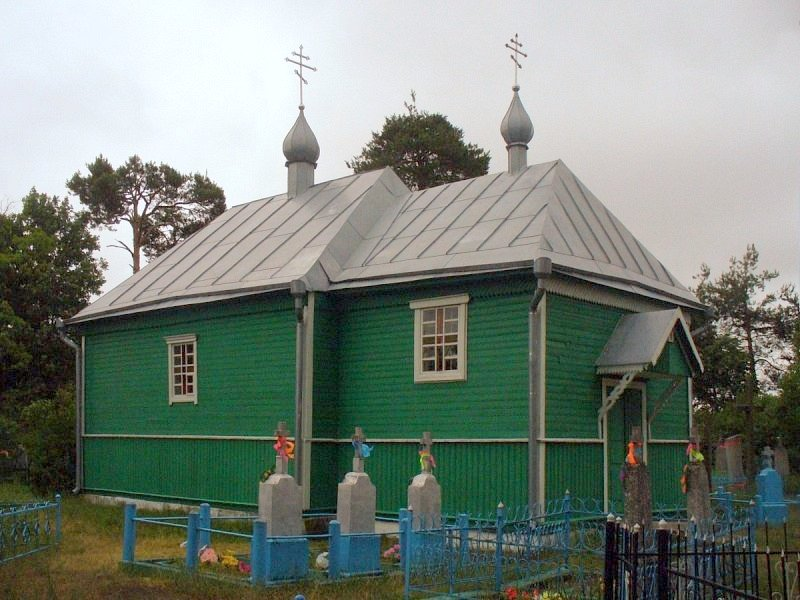
Свято-Николаевская церковь